# Xinpu (Hsinchu)
Xinpu (chinesisch 新埔鎮, Pinyin Xīnpǔ zhèn, Hakka: Sîn-phû-tsṳ́n / Sinˋ buˋ zhinˊˋ) ist eine Stadtgemeinde des Landkreises Hsinchu in der Republik China (Taiwan).

## Lage und Beschreibung
Xinpu liegt im Norden des Landkreises Hsinchu. Seine Nachbarn sind die Stadt Taoyuan im Norden, Guanxi im Osten, Qionglin im Süden, Zhubei im Südwesten und Hukou im Nordwesten. Die Bevölkerung konzentriert sich hauptsächlich im südlichen Flachland entlang des Flusses Fengshan (鳳山溪), der die Gemeinde von Ost nach West durchläuft. Der Rest des Gebiets ist hügelig.
Die Mehrheit der Einwohner Xinpus gehört der Volksgruppe der Hakka an.

## Geschichte

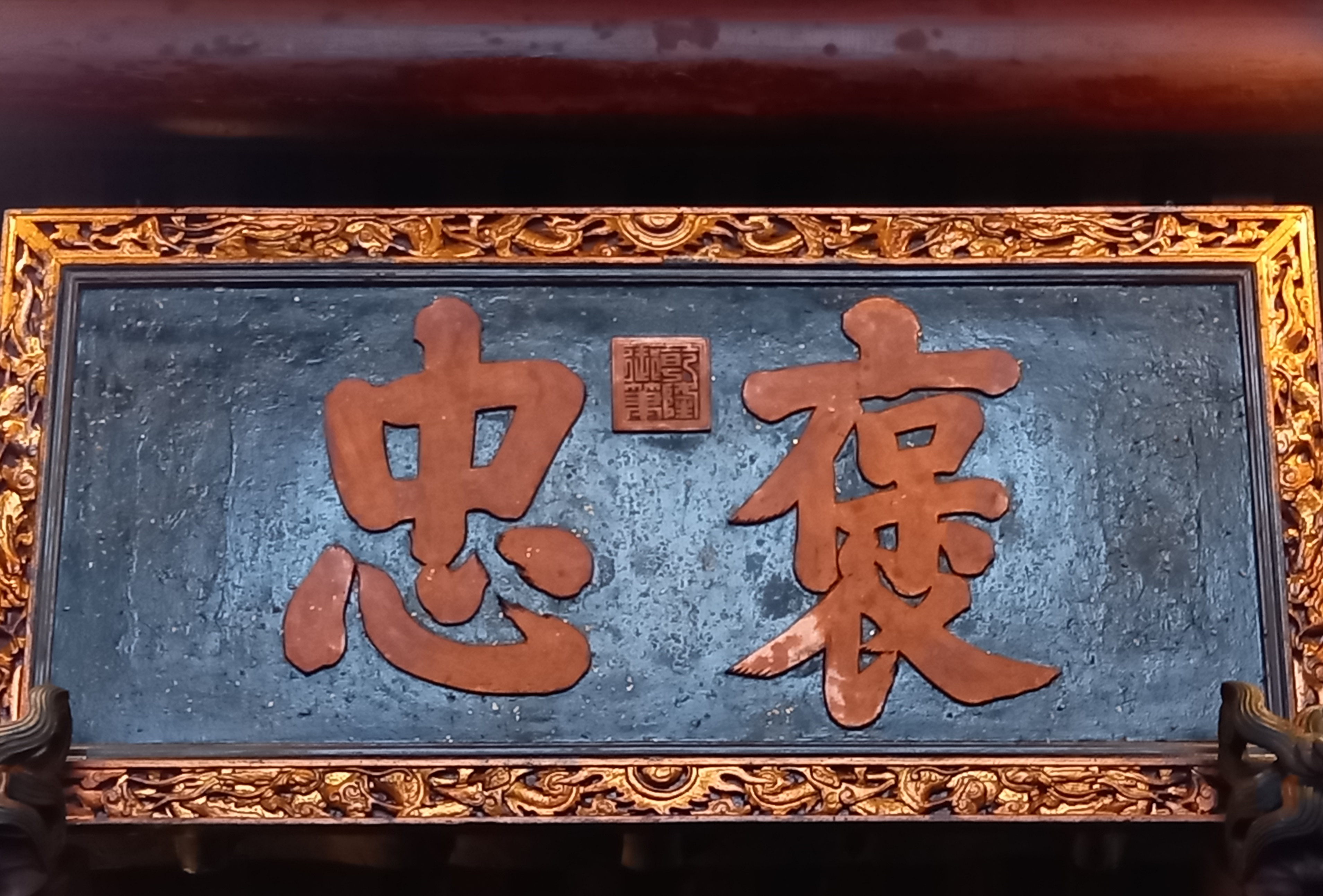
Von Qianlong gestiftete Inschrift im Yiminmiao

Wie Funde zeigten, war das Gebiet des heutigen Xinpu bereits in prähistorischer Zeit besiedelt. Die ersten historisch belegten Einwohner waren taiwanische Ureinwohner vom Volk der Taokas. Die Besiedlung durch chinesische Einwanderer begann ab Mitte  des 18. Jahrhunderts. In Anlehnung an einen Ortsnamen aus der Sprache der Ureinwohner wurde die Gegend zunächst Baliguo (吧哩嘓) und später Xinpu, „Neues Flachland“ genannt. Die Siedler machten das Land urbar, begannen Reis, Zuckerrohr und Tee anzubauen und Kampfer zu gewinnen.
Im Jahr 1786 unterstützte die Bevölkerung Xinpus die Qing-Regierung bei der Niederschlagung des Lin-Shuangwen-Aufstands. Als Auszeichnung stiftete Kaiser Qianlong die Inschrift Lob der Treue (褒忠 baozhong), die sich heute im Tempel Yiminmiao befindet.
Während der Japanischen Invasion Taiwans im Jahr 1895 war Xinpu der Schauplatz von Kämpfen zwischen der japanischen Armee und taiwanischen Widerständlern, bei denen hunderte Menschen ums Leben kamen und der Ort schwere Zerstörungen erlitt.
Zur Zeit der japanischen Herrschaft über Taiwan wurde Xinpu 1920 zur Landgemeinde erklärt und stieg 1941 zu einer Stadtgemeinde auf. Nach der Übernahme Taiwans durch die Republik China wurde der Ort 1950 in den neuen Landkreis Hsinchu eingegliedert.

## Verkehr und Wirtschaft

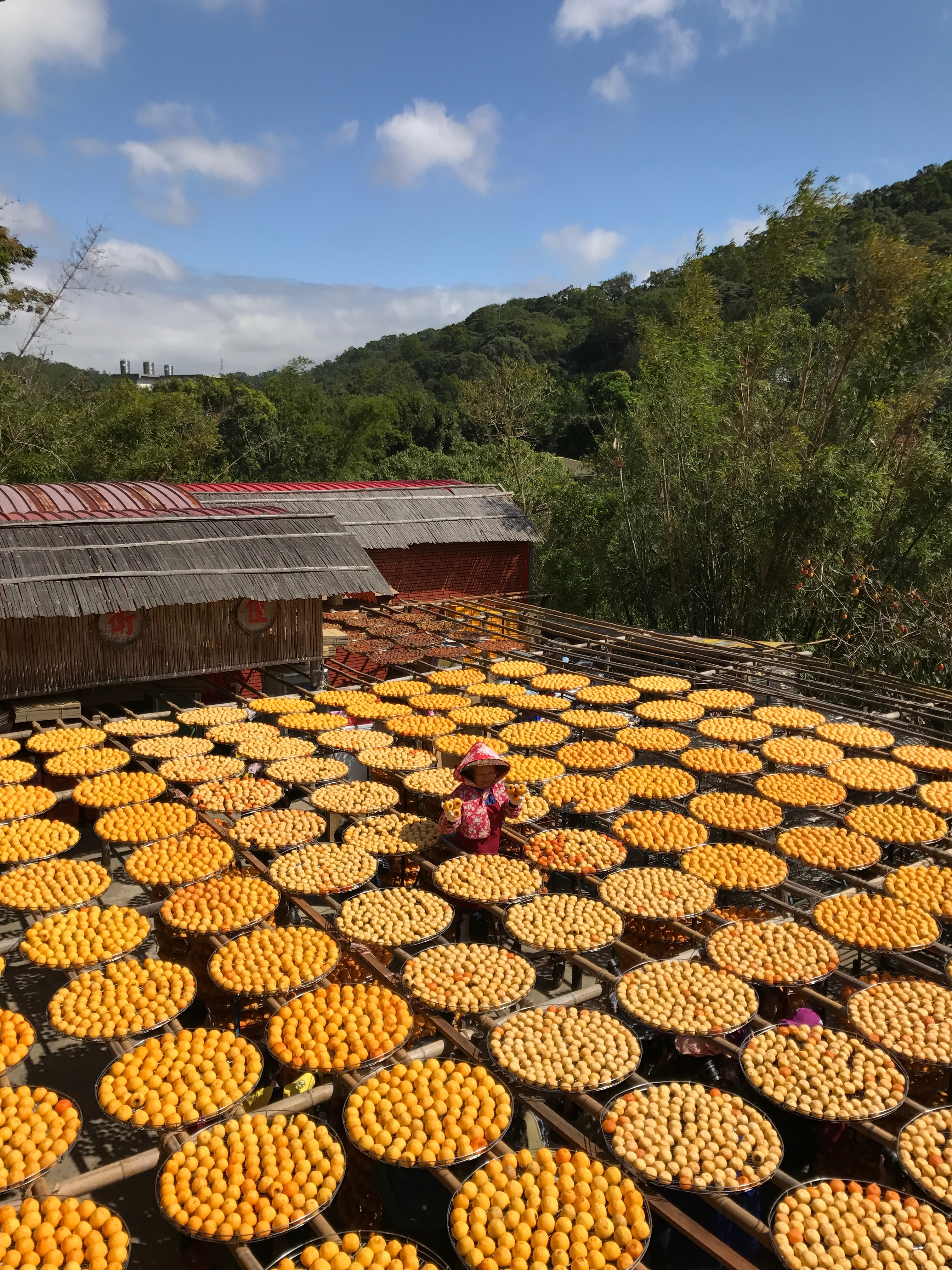
In der Sonne trocknende Persimonen in Xinpu

Die Kreisstraße 115 durchquert Xinpu von Nordost nach Südwest. Im südlichen Zentrum der Gemeinde kreuzt sie die Kreisstraße 118, die von West nach Ost verläuft. Der Öffentliche Nahverkehr besteht aus Buslinien.
Obwohl eine Stadtgemeinde, ist Xinpu immer noch vorwiegend landwirtschaftlich geprägt. Bedeutende Erzeugnisse sind Reis, Nashi-Birnen, Ponkan und Persimonen. Spezialitäten sind getrocknete Persimonen und Bantiao (粄條), dünne, flache Reisnudeln, ein typisches Hakka-Gericht.

## Kultur und Sehenswürdigkeiten

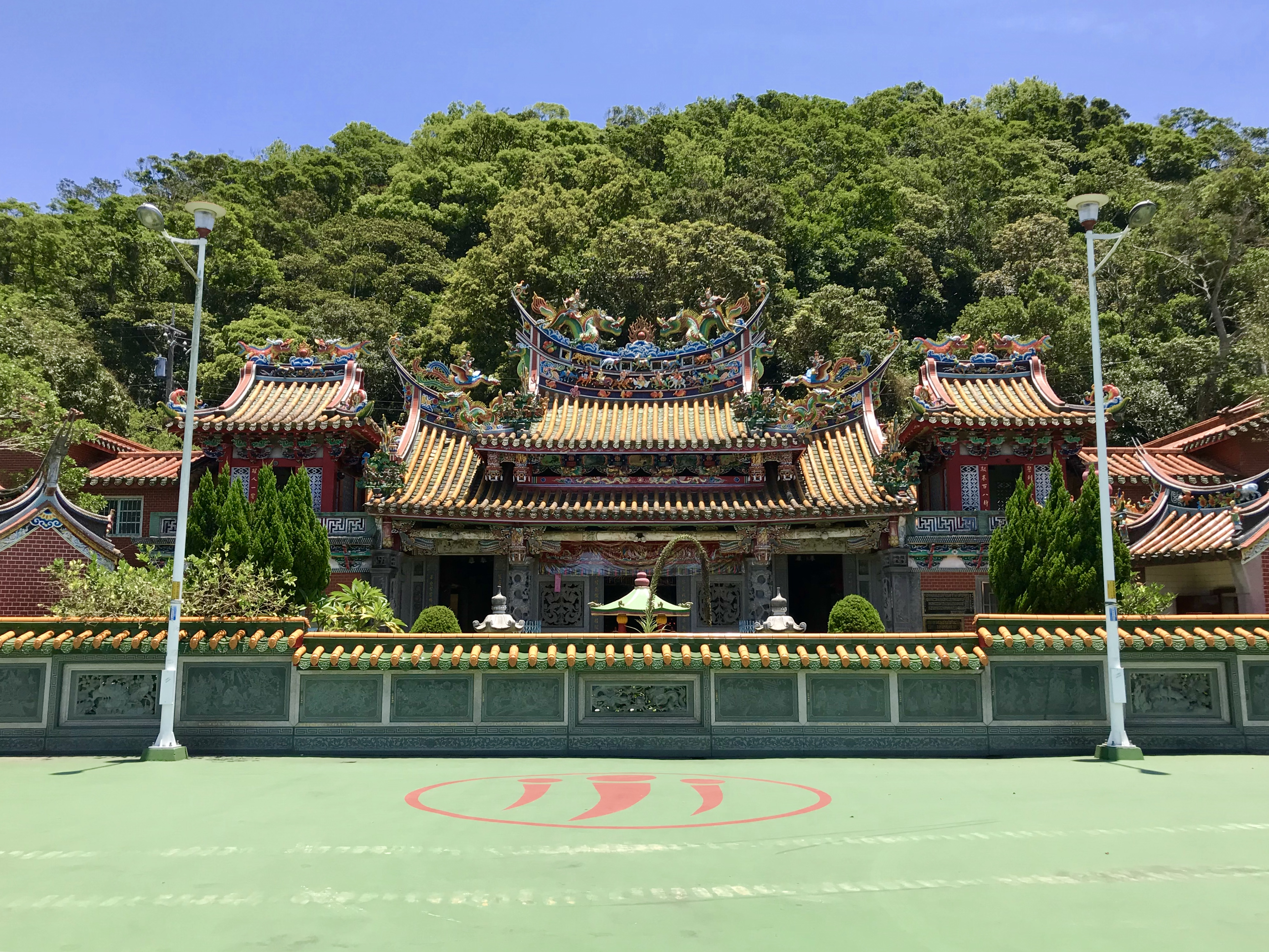
Der Lianhuashan Sansheng Gong

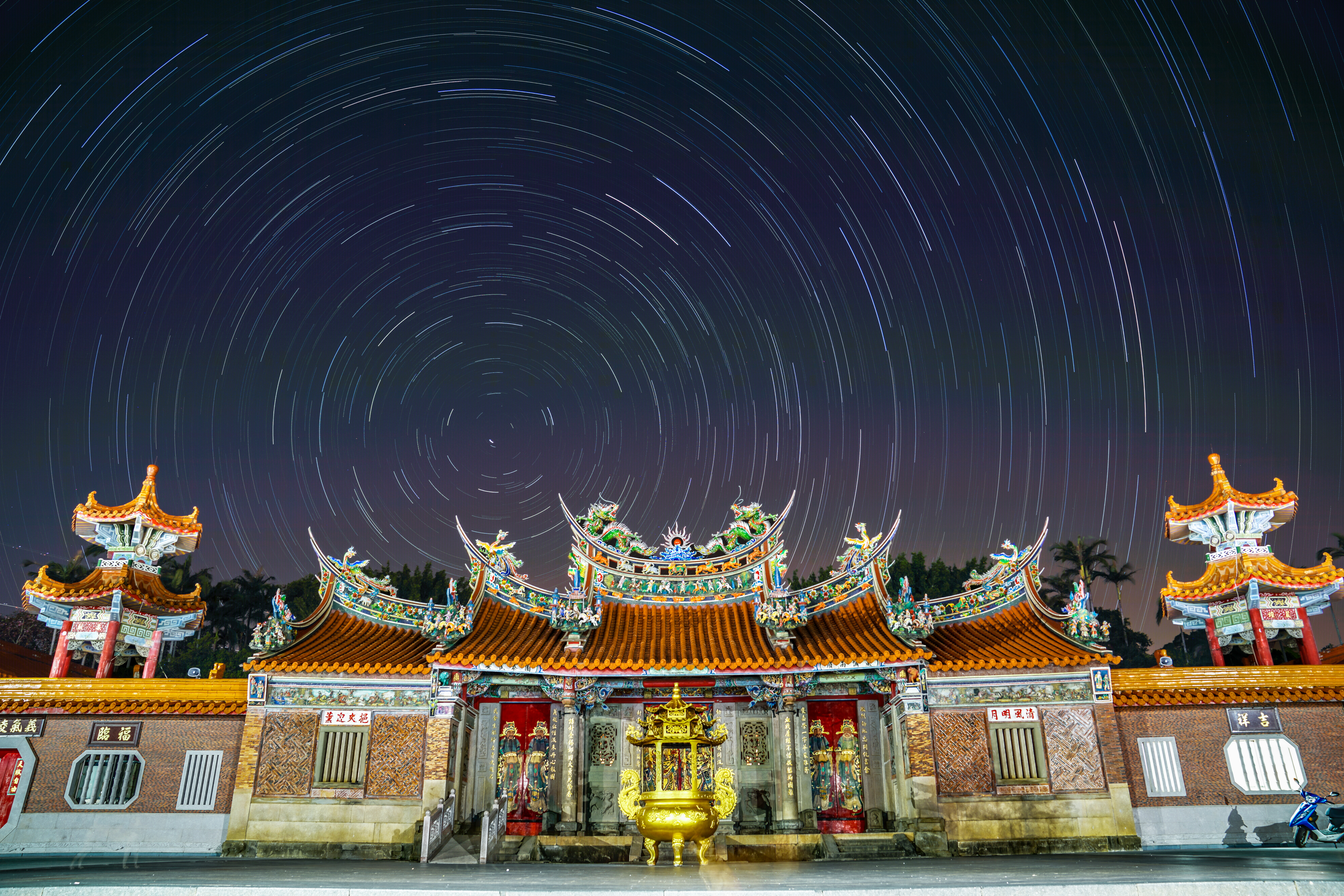
Der Baozhongting Yiminmiao

Xinpu beherbergt eine Reihe daoistischer und buddhistischer Tempel sowie christliche Gemeinden. Ein bedeutendes religiöses Zentrum ist der  Tempel Lianhuashan Sansheng Gong (蓮華山三聖宮), in dem Guan Sheng Dijun (Guan Yu), Fuyou Dijun (Lü Dongbin) und Siming Dijun (Zao Jun) nebst weiteren Gottheiten verehrt werden.
Ein bedeutendes Heiligtum ist auch der Guanghe Gong (廣和宮) aus dem Jahr 1860, der den Königen der drei Berge (三山國王) gewidmet ist. Während der japanischen Kolonialzeit wurde angeordnet, die wichtigsten Götterstatuen aus den verschiedenen Tempeln Xinpus zu sammeln und im Guanghe Gong aufzustellen. Die Behörden ergriffen diese Maßnahme, um die taiwanische Volksreligion, die sie als Hindernis bei der Installation der japanischen Kultur in Taiwan ansahen, besser kontrollieren zu können.
Ein nicht nur religiöses, sondern auch gesellschaftliches Zentrum vor allem der Hakka-Gemeinschaft ist der Tempel Baozhongting Yiminmiao (褒忠亭義民廟), in dem der Opfer des Lin-Shuangwen-Aufstands (1786) und des Widerstands gegen die Japaner 1895 gedacht wird. Gleichzeitig werden hier verschiedene Götter verehrt.
Der Yiminmiao und der Mazu gewidmete Yutian Gong (與天宮) im Ortsteil Xinmin gehören zu den acht Tempeln im Landkreis Hsinchu, die die Hakka-Tradition der „Opferschweine“ (神豬 Shenzhu, Hakka: Sṳ̀n-chû / Shin zhuˋ) pflegen. Hierbei werden Schweine bis zu einem Gewicht von 900 kg gemästet und jedes Jahr im siebten Monat des Mondkalenders, dem sogenannten Geistermonat, sowie im achten Monat geschlachtet und im Tempel ausgestellt. Die Bauern mit den schwersten Schweinen bekommen Preise.
Der dünner besiedelte Norden und Südosten der Gemeinde ist durch einige Wanderwege erschlossen. Zudem öffnen sich zunehmend traditionelle Bauernhöfe für den Tourismus.